# Herbert Agar
Herbert Sebastian Agar (29 septembre 1897 – 24 novembre 1980) est un journaliste et historien américain. Il remporte le prix Pulitzer d'histoire en 1934, pour son ouvrage The People's Choice.

## Biographie
Herbert Sebastian Agar est né le 29 septembre 1897 à New Rochelle, New York. ses parents sont John G. Agar (en) et Agnes Louis Macdonough. Diplômé de Columbia en 1919, il obtient son master à l'université de Princeton en 1922, et son doctorat en 1924. Le 8 juin 1945, il épouse Barbara Lutyens, veuve de l'ancien ministre britannique des Transports, Euan Wallace.
Herbert Agar remporte le prix Pulitzer d'histoire en 1934 pour son ouvrage The People's Choice, un regard critique sur la présidence américaine. proche des intellectuel du mouvement des Southern Agrarians, il publie en 1936, avec Allen Tate, Who Owns America?. Il est également un fervent partisan d'une version américanisée du système socio-économique distributionniste britannique.
Son ouvrage de 1950, The Price of Union est l'un des ouvrages favoris du président John Fitzgerald Kennedy, et celui-ci en garde une copie sur son bureau. Un passage de l'ouvrage, qui traite d'une action héroïque de John Quincy Adams donne l'idée à Kennedy d'écrire un article sur le courage des sénateurs. Il montre ce travail à Ted Sorensen et lui demande de trouver quelques exemples de plus. Celui-ci s'exécute, ce qui aboutit à un ouvrage coécrit par le président, Profiles in Courage, publié en 1956, et prix Pulitzer en 1957.
Herbert Agar meurt le 24 novembre 1980, dans le Sussex, en Angleterre, où il vivait depuis la Seconde Guerre mondiale.

## Publications
- Milton and Plato (1928)
- The People's Choice: From Washington to Harding — A Study in Democracy (1933)  (ISBN 978-0-9665734-0-4)
- Land of the Free (1935)
- Who Owns America? A New Declaration of Independence (contributor and co-editor with Allen Tate) (1936)  (ISBN 978-1-882926-37-4)
- The Pursuit of Happiness: The Story of American Democracy (1938)
- A Time for Greatness (1942)
- The Price of Union: The Influence of the American Temper on the Course of History (1950)
- Abraham Lincoln (1952)
- The Unquiet Years: U.S.A. 1945–1955 (1957)
- The Price of Power: America Since 1945 (1957)  (ISBN 978-0-226-00937-7)
- The Saving Remnant: An Account of Jewish Survival Since 1914 (1960)
- The Perils of Democracy (1965)
- The Darkest Year: Britain Alone, June 1940 - June 1941 (1972)

## liens externes
- Ressource relative aux beaux-arts :   - National Portrait Gallery
- Notices d'autorité :   - VIAF
  - ISNI
  - BnF (données)
  - IdRef
  - LCCN
  - GND
  - Espagne
  - Belgique
  - Pays-Bas
  - Pologne
  - Israël
  - NUKAT
  - Australie
  - Norvège
  - Tchéquie
  - Lettonie
  - Grèce
  - WorldCat